# LEGO Star Wars: La saga completa
LEGO Star Wars: La saga completa (LEGO Star Wars: The Complete Saga) è un videogioco di tipo avventura dinamica del 2007, prodotto e pubblicato dalla LucasArts e appartenente alla linea LEGO Star Wars.
Si tratta del terzo gioco di Guerre stellari della LEGO, ed è una combinazione del gioco LEGO Star Wars: Il videogioco (uscito nel 2005 che include la trilogia prequel) e del suo sequel LEGO Star Wars II: La trilogia classica (uscito nel 2006, in cui è presente la trilogia classica). Il gioco si snoda attraverso i sei capitoli della saga, raccogliendo dunque la trilogia classica e trilogia prequel dai precedenti capitoli della serie LEGO di Guerre stellari.
Il gioco è stato annunciato da LucasArts il 25 maggio 2007, ed è disponibile per PlayStation 3, Xbox 360, Nintendo Wii, Nintendo DS, Windows, macOS, iOS e Android. La versione per PC è stata pubblicata il 13 ottobre 2009 negli Stati Uniti. La versione per Mac OS X del gioco è stata distribuita il 12 novembre 2010 da Feral Interactive. Il 12 dicembre 2013 è stata distribuita la versione per iOS, mentre la versione Android è uscita il 1º gennaio 2015.

## Trama
Il gioco si snoda attraverso i sei capitoli della saga, cominciando dal primo episodio La minaccia fantasma e proseguendo poi per L'attacco dei cloni, La vendetta dei Sith, Una nuova speranza, L'Impero colpisce ancora e Il ritorno dello Jedi. Ogni episodio è suddiviso a sua volta in 6 livelli che presentano i momenti più significativi dei film in versione ovviamente "blocchettosa". Usando i numerosi personaggi è possibile avventurarsi nel palazzo di Naboo, districarsi nei sabbiosi sentieri di Mos Eisley ed esplorare la temibile Morte Nera ed il maestoso Tempio Jedi, ma anche combattere contro sciami di droidi e affrontare personaggi come Darth Maul, il Conte Dooku, il Generale Grievous, Dart Fener, e per ultimo l'imperatore Palpatine, alias Darth Sidious. Come nei precedenti LEGO Star Wars, tutti gli episodi sono stati rivisitati in una chiave comica che si adatta a tutte le età.

## Modalità di gioco

### La Taverna
Dalla Taverna Mos Eisley è possibile accedere a tutti i livelli successivi: ci sono delle porte numerate da 1 a 6 che corrispondono agli episodi di Star Wars e conducono a una stanza dove ci sono altre 6 porte, ognuna corrispondente a un livello. Tramite un'altra porta si può raggiungere l'esterno dove si possono ammirare le astronavi costruite con i pezzi dei Minikit ed accedere alle missioni Cacciatori di Taglie. All'interno inoltre si possono trovare la zona di creazione dei personaggi personalizzati e il bancone dove si possono comprare Extra, consigli, personaggi e Mattoncini d'Oro, oltre che rivedere i filmati della storia.

### Modalità Storia
In questa modalità è possibile giocare da soli o in due, e le missioni sono tutte episodi tratti dalla saga di Guerre stellari. È proprio qui che sbloccano i pezzi dei Minikit.
I personaggi "buoni" formano una sorta di squadra: uno è controllato 
dal giocatore stesso, gli altri lo aiutano. I personaggi hanno abilità 
diverse da usare per andare avanti nel livello, tra cui: usare la Forza, arrampicarsi, passare nei condotti d'aerazione, lanciare bombe, 
scagliare scariche elettriche paralizzanti ed aprire passaggi. Quasi tutti sono in grado di costruire oggetti con i pezzi che trovano. Se il giocatore si avvicinerà ad un alleato e premerà un determinato tasto, i due personaggi "si daranno il cambio" e sarà possibile controllare l'altro personaggio. Qui appaiono anche personaggi neutrali (alcuni reagiscono solo se provocati, come i clienti della Taverna), amici non controllabili e, naturalmente, una moltitudine di boss e di nemici. In alcuni livelli vengono utilizzate esclusivamente le astronavi, che sono considerati personaggi a parte (non è possibile creare astronavi personalizzate). Durante la partita si possono trovare distributori che forniscono armi extra e copricapi per mimetizzarsi tra i nemici, (alcuni di essi forniscono anche l'abilità di lanciare bombe e di aprire certi passaggi). Ci sono, infine, vari veicoli controllabili: molti permettono di muoversi più velocemente, altri sono utili o possono essere utilizzati in battaglia, altri ancora sono pressoché inutili. Personaggi e astronavi che non vengono usati nella storia (come i nemici o gli alleati che appaiono nei filmati) sono acquistabili presso il negozio dopo averli incontrati la prima volta.

### Gioco Libero
Questa modalità si sblocca dopo aver completato il livello in modalità storia. Quando si gioca un livello in modalità gioco libero i giocatori potranno scegliere un personaggio a cui se ne aggiungeranno altri scelti dal gioco in modo da avere un personaggio per ogni abilità. In questo modo si potranno esplorare i livelli più a fondo e raggiungere posti impenetrabili nella modalità storia. Per completare un livello al 100% è necessario:
- Trovare tutti i 10 minikit: i minikit sono contenitori bianchi che si trovano nascosti in luoghi diversi (spesso raggiungibili solo con un determinato personaggio) ogni minikit contiene un pezzo di un veicolo in miniatura.
- Trovare il Mattoncino di Potenza: è un mattoncino quadrato di colore rosso una volta trovato si sbloccherà un Extra. Gli Extra sono acquistabili al negozio, alcuni sono disponibili dall'inizio ma sono puramente decorativi. Quelli che si trovano nei livelli servono invece a rendere il gioco più facile e a fornire abilità utili ad ogni personaggio, come l'invincibilità o i poteri della Forza potenziati; per questo motivo non sono disponibili in tutte le modalità dì gioco.
- Completare l'indicatore Vero Jedi: per farlo bisogna raccogliere abbastanza soldi da riempire l'apposito indicatore. Si può fare indifferentemente nella storia o nel gioco libero, a differenza del gioco precedente dove era obbligatorio in entrambi.

Il completamento del livello in modalità Storia, così come il ritrovamento dei 10 Minikit e il completamento del Vero Jedi, sono premiati ognuno con un Mattoncino d'Oro (per un totale di 3 mattoncini per livello). In totale ci sono 250 Mattoncini d'Oro in tutto il gioco.

### Sfida
Una modalità inedita di questo gioco è simile alla modalità Gioco Libero, ma gli Extra sono disattivati e l'obiettivo è trovare tutti i Minikit blu (disposti in luoghi differenti da quelli originali) in 10 minuti.

### Super-Storia
Si sblocca dopo aver completato la Storia e consiste nel giocare tutti i sei capitoli dell'episodio in modalità Storia, senza interruzioni e senza Extra. Lo scopo è raccogliere più di 1.000.000 di mattoncini e completare l'episodio in meno di un'ora.

### Bonus Personaggio
Si sblocca insieme al precedente e si svolge in un'area ambientata in un luogo di ogni episodio (le arene sono le stesse disponibili nella modalità Arcade). L'obiettivo è raccogliere 1.000.000 di mattoncini facendo attenzione ai nemici e prima che scada il tempo. Se si gioca in due giocatori i mattoncini sono condivisi ma chi ne ha raccolti di più alla fine è dichiarato vincitore. I livelli sono: Palazzo di Theed (Episodio I), Geonosis (Episodio II), Mustafar (Episodio III), Mos Eisley (Episodio IV), Bespin (Episodio V) e Endor (Episodio VI).

### Bonus Minikit
È identico al precedente ma è strutturato come un livello in astronave nel quale sono disponibili solo le navi costruite con i Minikit. I livelli sono: Tatooine (Episodio I), Coruscant (Episodio II), Kashyyyk (Episodio III), Morte Nera (Episodio IV), Hoth (Episodio V) e Endor (Episodio VI).

### Missioni Cacciatori di Taglie
Disponibili parlando con Jabba dopo aver acquistato tutti i cacciatori di taglie (Boba Fett, Greedo, Bossk, Dengar, 4-LOM e IG-88). Ci sono in totale 20 missioni (e quindi 20 Mattoncini d'Oro come ricompensa per completarle tutte): le prime 10 sono inedite, le altre prese dal gioco precedente e ambientate in livelli originali. Durante le missioni gli Extra non sono disponibili e bisogna trovare il personaggio indicato prima dello scadere del tempo (spesso si trovano dove si trovavano i Minikit). I cacciatori di taglie saranno ostacolati sia da quelli che erano i nemici del livello che dagli alleati. I bersagli delle missioni (e i relativi episodi e livelli) sono: Qui-Gon Jinn (1-1), Regina Amidala (1-3), Jar Jar Binks (1-2), Mace Windu (2-3), Kid Fisto (2-2), Luminara (2-4), Ki-Adi Mundi (3-2), Shaak Ti (3-5), Soldato Ribelle (3-4), Comandante Cody (3-3), R2-D2 (4-1), Obi-Wan Kenobi (4-2), Chewbecca (4-3), Principessa Leila (4-4), Ammiraglio Akbar (5-2), C-3PO (5-6), Yoda (6-4), Lando Calrissian (5-6), Luke Skywalker (4-3) e Ian Solo (5-2).

### Arcade Due Giocatori
Una modalità inedita esclusiva per due giocatori che competono in un'arena per raggiungere l'obiettivo stabilito di punti. Le modalità sono Duello (un punto ogni volta che si uccide l'avversario), Nemici (un punto ogni volta che si sconfigge il numero prestabilito di nemici) e mattoncini (un punto per ogni quantità di mattoncini raccolti). Le Arene disponibili sono: Senato, Utapau, Hoth, Dagobah, Kamino, Kashyyyk, Palazzo di Theed, Geonosis, Mustafar, Mos Eisley, Bespin e Endor.

## Accoglienza
Le critiche riguardo a LEGO Star Wars: La saga completa sono state generalmente positive, anche se la versione Wii rappresenta dei dettagli leggermente minori rispetto alle versioni PS3 e XBox360. La versione DS ha migliorato i dettagli dei livelli degli altri due videogiochi LEGO Star Wars per Nintendo DS, rendendoli più simili a quelli delle altre console.
Nell'aprile 2009, LEGO Star Wars: La saga completa è stata classificata 4ª nei migliori videogiochi per il Wii e 9ª nei migliori videogiochi per Nintendo DS. Il mese seguente, il gioco ha venduto un massimo di 3,4 milioni. Nei Guinness World Records del 2009, il gioco è stato classificato 23º tra i migliori videogiochi di tutti i tempi.